# Jenny Frost
Jennifer "Jenny" Frost, född 22 februari 1978 i Wallasey, Merseyside, England, är en brittisk sångerska och fotomodell. Hon är sedan 2001 en av medlemmarna i tjejbandet Atomic Kitten.
Jenny Frost påbörjade sin karriär i tjejbandet Precious. 2001 ersatte hon Kerry Katona i Atomic Kitten. Sedan Atomic Kitten tog en paus 2004 har Frost släppt en solosingel, "Crash Landing" (10 oktober 2005).
Frost deltog också i Eurovision Song Contest 1999 i popgruppen Precious som tävlade för Storbritannien.

## Diskografi

### Med Precious
Studioalbum
- 2000 – Precious

Singlar
- 1999 – "Say It Again"
- 2000 – "Rewind"
- 2000 – "It's Gonna Be My Way"
- 2000 – "New Beginning"

### Med Atomic Kitten
Studioalbum
- 2002 – Feels So Good
- 2004 – Ladies Night

Singlar
- 2001 – "Eternal Flame"
- 2001 – "You Are"
- 2002 – "It's OK!"
- 2002 – "The Tide Is High (Get the Feeling)"
- 2002 – "The Last Goodbye"
- 2002 – "Be with You"
- 2003 – "Love Doesn't Have to Hurt"
- 2003 – "If You Come to Me"
- 2003 – "Ladies' Night" (med Kool & The Gang)

### Annat
- 2005 – "Crash Landing" (singel tillsammans med Route 1)